# 蒂耶拉什地区布赖
蒂耶拉什地区布赖（法語：Braye-en-Thiérache，法語發音：[bʁɛ ɑ̃ tjeʁaʃ]），或纯音译作布赖昂蒂耶拉什，是法国上法兰西大区埃纳省的一个市镇，属于韦尔万区。

## 地理
蒂耶拉什地区布赖（49°46'46"N, 3°57'31"E）面积9.17 平方千米，位于法国上法蘭西大區埃纳省，该省份为法国北部内陆省份，北起北部省，西接索姆省和瓦兹省，东临阿登省和马恩省，西南至塞纳-马恩省，东北部与比利时接壤。
与蒂耶拉什地区布赖接壤的市镇（或旧市镇、城区）包括：比雷勒、阿尔西尼、阿里、楠塞勒拉库尔、塔沃和蓬塞里库尔、特纳耶、维尼厄-奥凯。

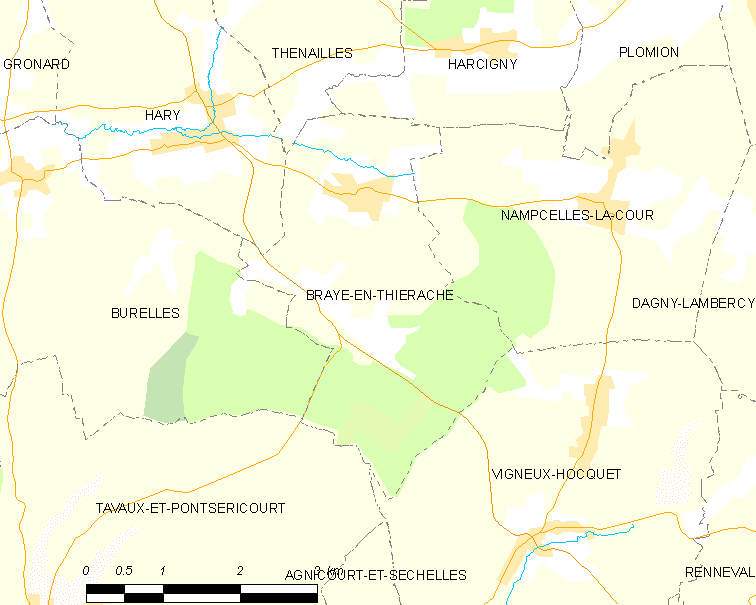
蒂耶拉什地区布赖的OSM定位图

蒂耶拉什地区布赖的时区为UTC+01:00、UTC+02:00（夏令时）。

## 行政
蒂耶拉什地区布赖的邮政编码为02140，INSEE市镇编码为02116。

## 政治
蒂耶拉什地区布赖所属的省级选区为韦尔万县。

## 人口

1962-2008年间蒂耶拉什地区布赖人口变化图示

蒂耶拉什地区布赖于2022年1月1日时的人口数量为133人。